# Коэн, Геула
Геула Коэн (ивр. גאולה כהן‎;
25 декабря 1925, Тель-Авив, Палестина — 18 декабря 2019) — израильская журналистка, политическая и общественная деятельница. Член пяти созывов кнессета от правых сионистских партий, одна из основателей партии «Тхия», лауреат Премии Израиля за заслуги перед государством и обществом (2003).

## Биография
Геула Коэн родилась в конце 1925 года в Тель-Авиве в семье йеменского еврея. Училась в школе «Бальфур», а затем в учительской семинарии им. Левинского. Рано примкнула к еврейским подпольным организациям подмандатной Палестины — сначала к «ЭЦЕЛу», а в 1943 году к «ЛЕХИ», за что была исключена из учительской семинарии. С момента основания подпольной радиостанции «ЛЕХИ» Коэн стала её диктором, в феврале 1946 года была арестована британской полицией и приговорена к семи годам заключения. Бежала из тюрьмы в апреле 1947 года и возобновила работу на радиостанции, которую продолжала вплоть до основания Израиля. Вскоре после побега Геула вышла замуж за одного из лидеров «ЛЕХИ» Эммануэля Ханегби. Их сын — Цахи Ханегби.
В 1949 году Коэн поступила в Еврейский университет в Иерусалиме, где получила вторую степень по библеистике, философии и литературоведению. В эти годы она также работала журналистом (вначале в ежемесячнике Исраэля Эльдада «Сулам», а с 1961 по 1973 год — в газете «Маарив»). В 1962 году вышла в свет автобиографическая книга Геулы Коэн «История подпольщицы», с тех пор выдержавшая ряд переизданий и переведенная на английский, русский, французский и нидерландский языки. Параллельно Коэн вела активную политическую деятельность в рамках правых сионистских движений, в том числе с 1970 года в партии «Херут». Она была в числе основателей студенческого объединения «Села» («Студенты за еврейскую революцию», ивр. סלע - סטודנטים למהפכה עברית ‎), а позже участвовала в создании и возглавляла Национальную семинарию им. А. Бен-Элиэзера. После Шестидневной войны Коэн стала одним из инициаторов поселенческого движения на оккупированных в ходе войны территориях. В 1969 году она организовала агитационное турне по США в защиту права на выезд евреев СССР, в котором с ней участвовали активисты Яков Казаков и Дов Шперлинг. Турне завершилось голодовкой перед зданием ООН в Нью-Йорке, привлекшей международное внимание и ставшей важным фактором в решении советских властей разрешить еврейскую эмиграцию.
В 1973 году Коэн была избрана в кнессет от блока «Ликуд», частью которого стала партия «Херут». Она была переизбрана и в кнессет следующего созыва, где возглавила комиссию по вопросам алии и абсорбции, но, когда были подписаны Кэмп-Дэвидские соглашения, согласно которым Египту в обмен на мирный договор возвращался Синайский полуостров, покинула ряды «Ликуда» и на некоторое время перебралась жить в крупнейшее еврейское поселение на Синайском полуострове — Ямит. Вместе с профессором Ювалем Неэманом и Моше Шамиром Коэн основала националистическое движение «Тхия», которое представляла в кнессете вплоть до 1992 года.
Во время работы в кнессете в составе фракции «Тхия» Коэн стала одним из инициаторов Основного закона об Иерусалиме, признающего этот город единой и неделимой столицей Израиля, и закона об аннексии Голанских высот. Она продолжала активно заниматься вопросами репатриации и абсорбции евреев диаспоры; в частности она сыграла заметную роль в подготовке операции «Моисей» по централизованной перевозке в Израиль эфиопских евреев. С 1990 года Коэн вместе с депутатом кнессета Эдной Солодарь вела борьбу за помилование осуждённого на пожизненное заключение в США за шпионаж в пользу Израиля Джонатана Полларда и предоставление ему израильского гражданства.
В свою последнюю каденцию в кнессете Геула Коэн вошла в состав 24-го правительства Израиля как заместитель министра науки и технологии. В начале 1992 года, однако, в знак протеста против участия Израиля в Мадридской мирной конференции Коэн и другие члены «Тхии» покинули праворелигиозную правящую коалицию Ицхака Шамира, что привело к падению его правительства и досрочным выборам, на которых «Тхия» не сумела преодолеть электоральный барьер. Через некоторое время после этого Коэн вернулась в «Ликуд», но уже не проявляла высокой политической активности. В 1994 году в качестве жеста поддержки поселенцев Кирьят-Арбы (близ Хеврона) она приобрела квартиру в этом поселении. В 1998 году по инициативе Коэн и при поддержке муниципалитета Иерусалима был основан мемориальный дом Ури Цви Гринберга, первым директором которого она и стала. В 2003 году Геула Коэн была удостоена Премии Израиля за заслуги перед израильским обществом и государством. Сын Коэн, Цахи Ханегби, входил в число лидеров партии «Ликуд» и неоднократно занимал министерские посты.
Геула Коэн умерла 18 декабря 2019 года в возрасте 93 лет. Похороны прошли 19 декабря на Масличной горе в Иерусалиме.